# Eopiesma
Eopiesma is een uitgestorven geslacht van wantsen uit de familie van de Piesmatidae (Amarantwantsen). Het geslacht werd voor het eerst wetenschappelijk beschreven door Nel in Waller & De Ploëg.

## Soorten
Het genus bevat de volgende soort:

- Eopiesma trimerum Nel, Waller & De Ploëg, 2004